# Paul du Péloponèse
Pour les articles homonymes, voir Saint Paul.
 (décembre 2020).
Paul du Péloponèse (ou Péloponnèse) est une figure hagiographique chrétienne orthodoxe.

## Hagiographie
Considéré comme saint par l'Église orthodoxe, il serait né à Sopoto (el), aujourd'hui Aroania, près de Kalavryta, dans le Péloponnèse.
Il travaille pendant 14 ans comme savetier dans la ville de Patras, en Grèce. Il renie le christianisme et se convertit à l'islam par intérêt, afin de pouvoir se divertir avec des amis de Tripoli. Mais, prenant conscience par la suite de la gravité de son acte, il part au Mont Athos et se repent humblement dans le Monastère de Saint Pantéléimon. Désireux d'expier sa faute, il retourne à Tripoli malgré les conseils de son père spirituel et confesse publiquement sa foi chrétienne, ce qui lui vaut d'être condamné et décapité par trois coups de sabre.
Il est le saint patron de l'association des Arcadiens de Patras. Il est vénéré en même temps que le néomartyr Dimitris du Péloponnèse, qui fut martyrisé à Tripoli dans les mêmes conditions en 1803.